# Brunei (Fluss)
Der Brunei (malaiisch Sungai Brunei) ist ein breiter, jedoch kurzer Fluss in Brunei im Distrikt Brunei-Muara. 

## Verlauf
Er entsteht durch den Zusammenfluss der beiden Flüsse Kayal (malaiisch Sungai Kayal) und Limau Manis (malaiisch Sungai Limau Manis) und hat eine Länge von 41 Kilometern. Er mündet etwa 10 km nordöstlich der Hauptstadt Bandar Seri Begawan in die Brunei Bay.

## Kultur
Eine touristische Attraktion des Flusses ist das Kampong Ayer, das sogenannte Wasserdorf in Bandar Seri Begawan. Es handelt sich dabei um Pfahlbausiedlungen zu beiden Seiten des Flusses bis hin zur Mündung.
Einmal im Jahr werden auf dem Fluss traditionelle Bootsrennen abgehalten.

## Bilder

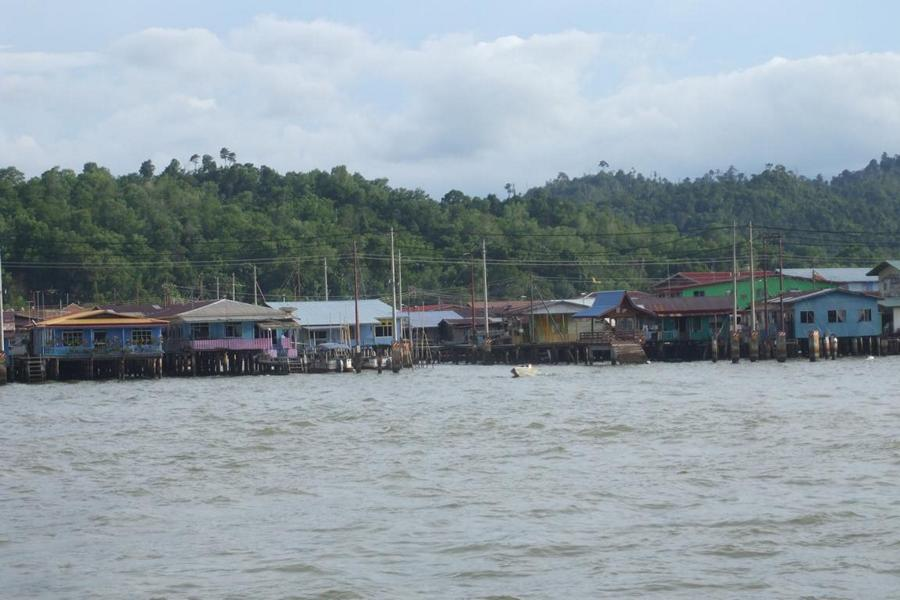
Kampong Ayer
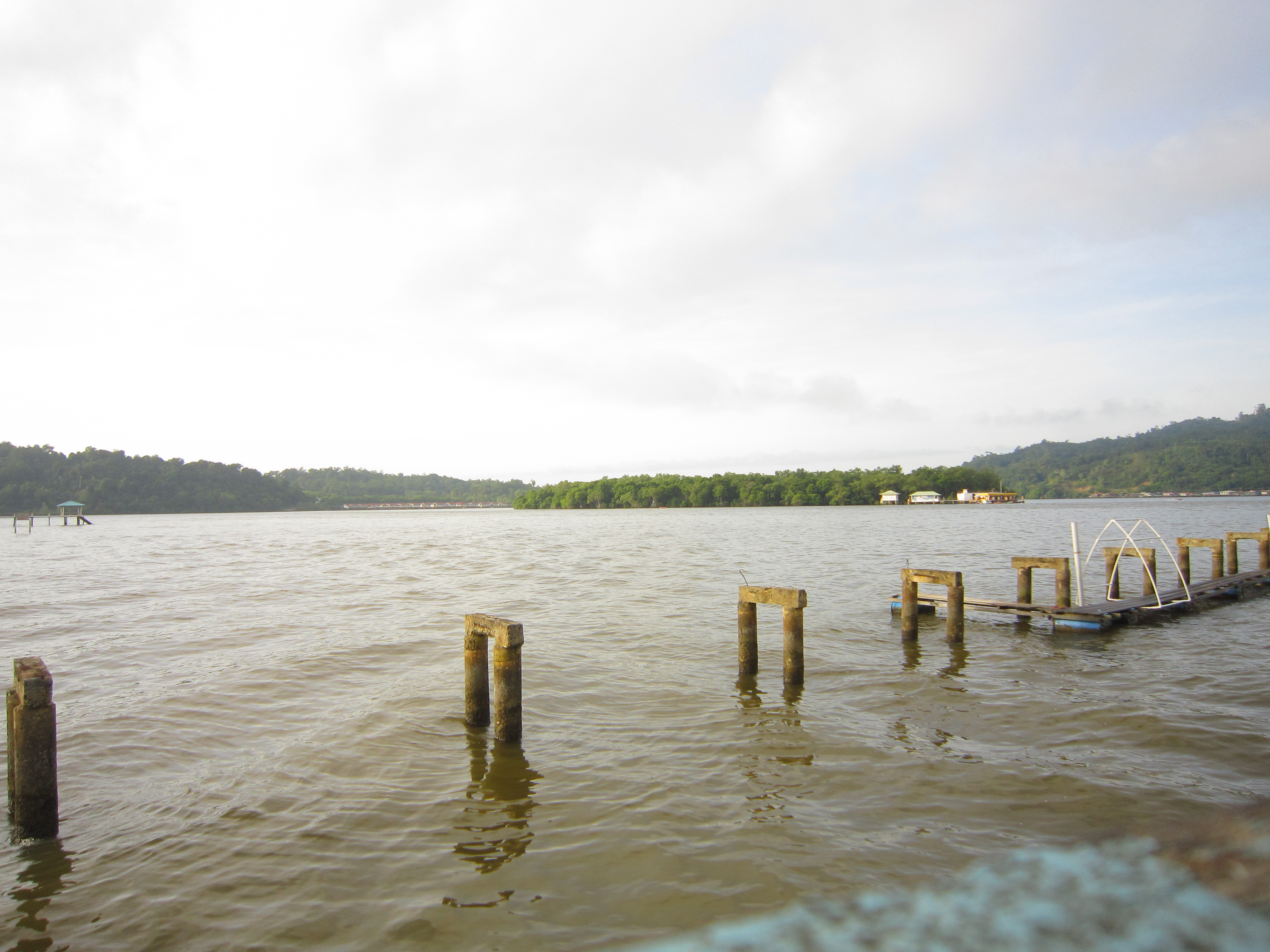
Pulau Sibungor an der Mündung des Butor
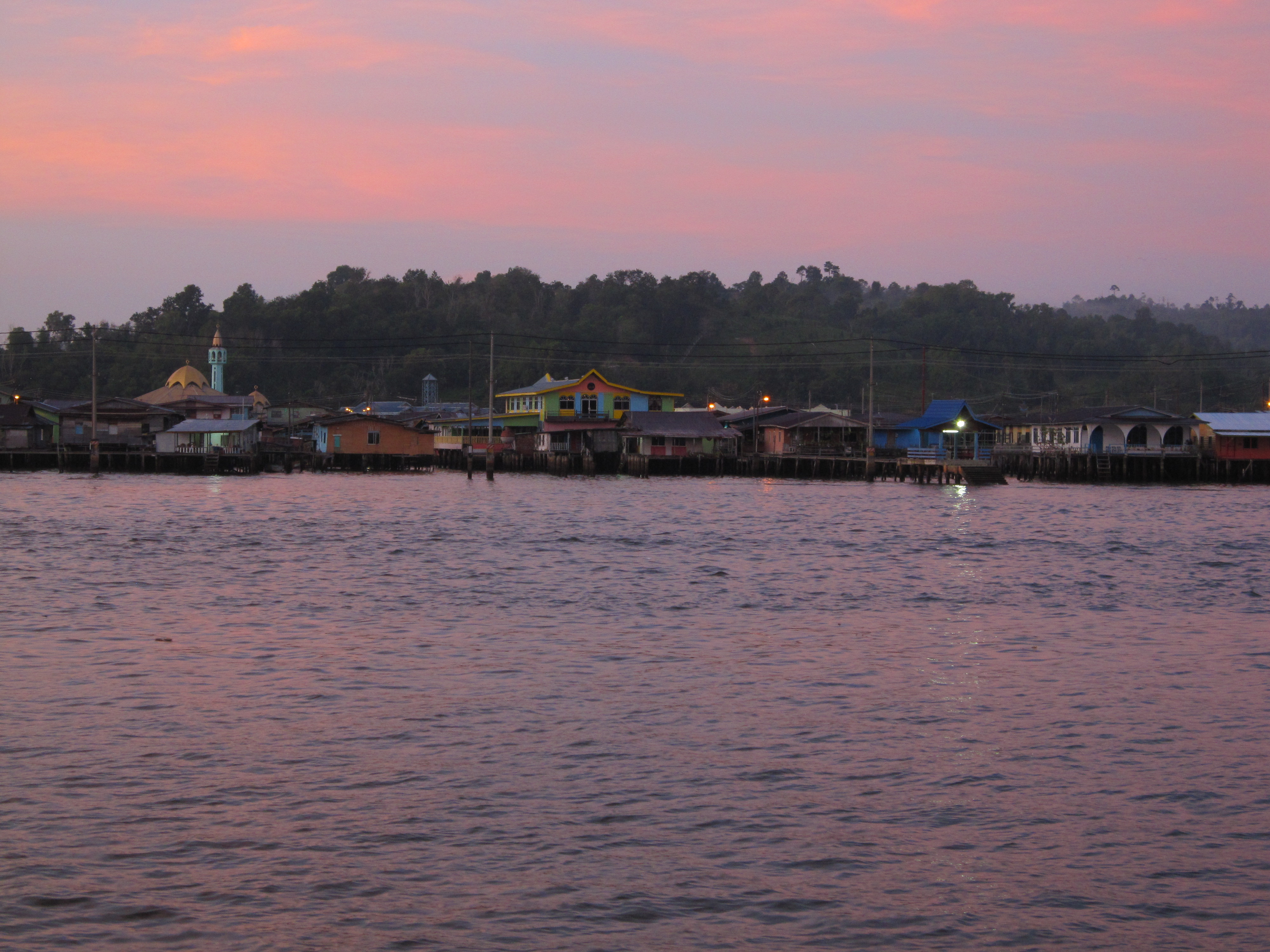
Kampong Ayer bei Sonnenaufgang
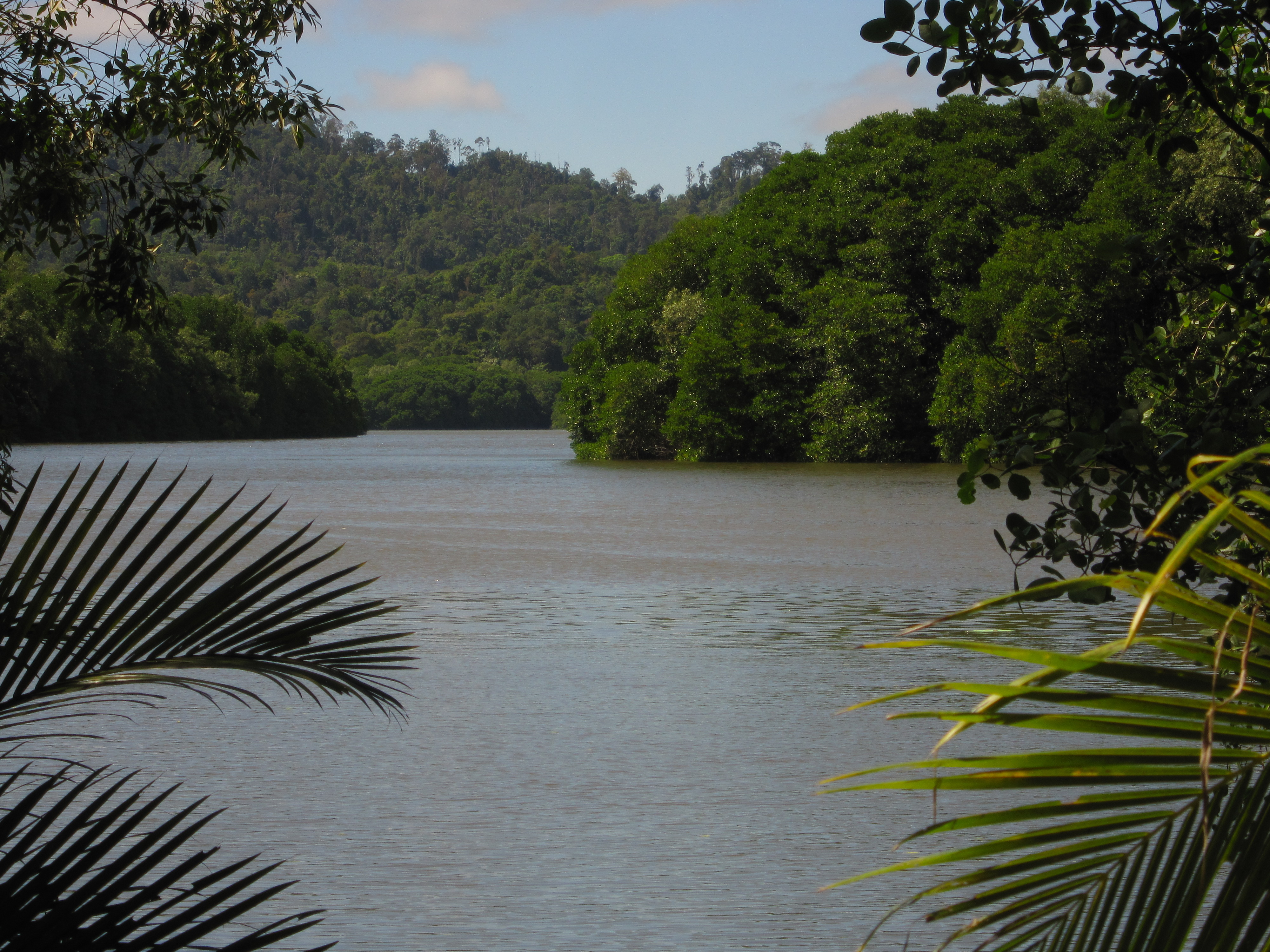
Mündung des Damuan
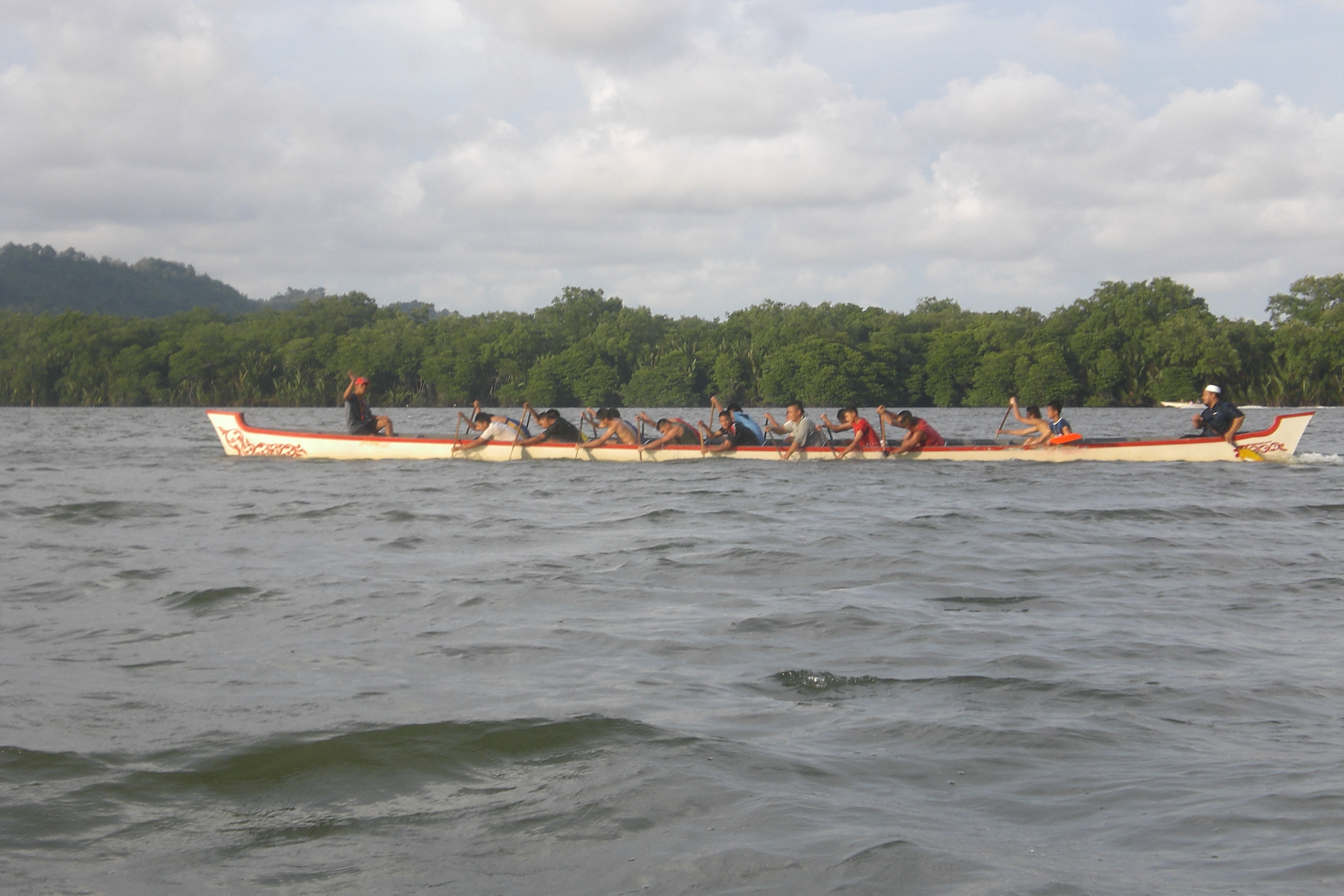
Bootsrennen auf dem Fluss